# Vlado Bozinoski
Vlado Bozinoski, né le 30 mars 1964 à Ohrid en ex-Yougoslavie (actuellement en Macédoine) est un joueur de football australien. Il a joué comme milieu de terrain dans de nombreux clubs européens et australiens, et a mis un terme à sa carrière après avoir joué dans le championnat de Singapour. Il a été repris trois fois en équipe nationale olympique d'Australie, avec laquelle il a disputé les Jeux Olympiques de Séoul en 1988. Il a ensuite porté le maillot de l'équipe seniors à sept reprises, inscrivant un but.

## Palmarès
- 1 fois champion de Singapour en 1999 avec Home United.
- 2 fois vainqueur de la Coupe de Singapour en 1998 avec Tanjong Pagar United et en 2000 avec Home United.